# برايان فلين (لاعب هوكي الجليد)
برايان فلين (بالإنجليزية: Brian Flynn)‏ هو لاعب هوكي الجليد أمريكي، ولد في 26 يوليو 1988 في لايننفيلد في الولايات المتحدة.

## وصلات خارجية
- برايان فلين على موقع دوري الهوكي الوطني (الإنجليزية)
- برايان فلين على موقع EliteProspects.com (الإنجليزية)
- برايان فلين على موقع HockeyDB.com (الإنجليزية)
- برايان فلين على موقع Hockey-Reference.com (الإنجليزية)